# Find the cost of freedom
Find the cost of freedom is een protestlied van Crosby, Stills & Nash & Young. Het werd geschreven door Stephen Stills en op 4 juni 1970 voor het eerst uitgebracht op de B-kant van de single Ohio, dat eveneens een protestlied is.

## Tekst en muziek
De tekst verwijst naar activisten die strijden voor vrede. In die tijd vonden geregeld demonstraties plaats voor vrede en tegen de Vietnamoorlog. Hoewel dit nummer daar niet op gebaseerd is, speelde in die tijd ook het Kent State-bloedbad waarin vier studenten werden doodgeschoten door leden van de Nationale Garde. Om die reden sluit dit nummer thematisch aan bij Ohio van Young, dat daar wel betrekking op heeft.
De band zingt hier in de close harmonystijl waarmee het bekend is geworden. In dit lied is de stijl enigszins verwant aan de gospelmuziek. De tekst beperkt zich tot een couplet met twee regels dat tweemaal gezongen wordt in het midden van het lied. Daar omheen is akoestisch gitaarspel te horen.

## Uitvoeringen en covers
Find the cost of freedom verscheen in 1970 slechts als studioversie op een single en bijvoorbeeld niet op het album Déjà vu. Een jaar later kwam het echter wel terecht op het dubbele concertalbum 4 way street. Daarnaast werd het enkele decennia later nog de titelsong van verzamel-cd The cost of freedom (2004). Ook kwam het nog op verschillende andere albums terecht.
Het lied werd gecoverd door artiesten als de Amerikaans band Styx (Big bang theory, 2005) en het Duitse duo Wino & Conny Ochs (Labour of love, 2012). Ook is er nog een versie bekend van Crosby en Nash met David Gilmour van Pink Floyd tijdens een live-optreden in de Royal Albert Hall in Londen (Remember That night, 2006).